# Space Invaders: Invasion Day
Space Invaders: Invasion Day, conocido como Space Raiders en Norteamérica, es un videojuego de disparos en tercera persona de 2002 desarrollado por Taito, un remake del arcade Space Invaders original de 1978 de sus creadores. Reimaginado para las consolas domésticas de sexta generación, Space Invaders: Invasion Day toma la acción de superficie-aire del título original y lo coloca en un escenario urbano en tercera persona en GameCube (Japón y Norteamérica) y PlayStation 2 (este último solo en Japón y Europa). Esta actualización presenta cinemáticas de apertura detalladas de la invasión alienígena, modos de historia y supervivencia, batallas contra jefes y tres personajes jugables, cada uno con su propia historia de fondo.

## Jugabilidad
Los personajes jugables incluyen a Justin (adolescente callejero), Ashley (fotógrafo de moda) y Naji (oficial de policía), y aunque se ven diferentes, los tres juegan de manera similar. Desde una altura fija detrás del personaje, el jugador los dirige a disparar a oleadas cada vez más grandes de varios alienígenas mientras marchan por la calle hacia la posición del personaje. Los personajes pueden moverse de lado a lado como en el juego de arcade original, pero también tienen un movimiento limitado tanto dentro como fuera de la pantalla.
Hay disponibles potenciadores ocasionales que le dan al jugador acceso temporal a armas especiales. Se requiere el uso estratégico de potenciadores, ya que la variedad de alienígenas y la diversidad de sus ataques no permitirán disparar directamente en el juego de arcade original. El juego contiene seis misiones y se puede completar en menos de dos horas. Se incluye un port del juego de arcade Space Invaders original y se desbloquea mediante un truco.

## Recepción
Space Invaders: Invasion Day recibió críticas generalmente negativas, obteniendo una puntuación de 40 sobre 100 de Metacritic. Las críticas incluyeron gráficos deficientes, jugabilidad repetitiva e infidelidad a Space Invaders. ScrewAttack lo nombró el peor remake o reinicio en los videojuegos debido a su salida radical y fallida de la franquicia original de Space Invaders.